# BattleBlock Theater
BattleBlock Theater és un videojoc de plataformes desenvolupat per The Behemoth i publicat originalment per Microsoft Game Studios a la plataforma Xbox 360. És la tercera obra de The Behemoth, després de Alien Hominid i Castle Crashers. El videojoc es va publicar a Xbox Live Arcade el 3 d'abril de 2013 i a Steam el 15 de maig de 2014.

## Història
Gairebé totes les cinemàtiques del videojoc representen els personatges fent servir un estil basat en titelles de pal, que actuen davant dels escenaris o simplement amb una cortina de teatre al darrere. El joc comença amb el narrador (doblat per Will Stamper) explicant les aventures dels milers d'amics que tripulen el S.S. Amistat, acompanyats per Hatty Hattington, qui és conegut com "el millor amic per a un i per a tots". Després de veure's immers en una gran tempesta, el S.S. Amistat naufraga i queda encallat en una misteriosa illa aparentment abandonada. Quan el personatge controlat pel jugador es desperta, tota la tripulació ha desaparegut, així que decideix refugiar-se de la tempesta en el que semblen les restes d'un antic teatre.
Quan arriba el moment, s'explica que tots els tripulants del S.S. Amistat són ara presoners dels gats que controlen el teatre en ruïnes, aparentment amb en Hatty com a nou líder, qui sembla estar posseït pels poders desconeguts d'un barret de copa alta que l'hi han posat. Aleshores, el jugador es veu forçat a participar en jocs mortals, essent observat pels seus vigilants felins, que gaudeixen de veure'l lluitar per la seva pròpia supervivència. A ritme que el jugador completa reptes, va trobant gemmes pels nivells, les quals es poden gastar en alliberar membres de la tripulació, que es converteixen en aspectes seleccionables.
Arribat un punt de la història, el narrador revela més informació sobre el teatre. Segles abans que el jugador naufragués a l'illa, un aficionat al teatre anomenat Purrham Furrbottom tenia la intenció de construir el teatre més gran del món i així ho va fer. Durant la nit de la inauguració es va poder veure la quantitat més gran d'emocions i gestes sorprenents que mai s'haguessin presenciat, fent que el teatre passés a ser un èxit de la nit al dia. Emperò, el Sr. Furbottom no permetia que hi hagués interrupcions durant les obres, i després d'incomptables hores gaudint de les actuacions, va morir, literalment, "després de defecar fins a la mort direcció al lavabo més proper". Després d'aquell moment, el barret de copa alta que portava el Sr. Furbottom ha anat passant a altres, que eren reconeguts pels gats com a líders i que també van trobar un fosc destí. El narrador exposa la teoria que el barret està maleït pel patiment i la tristesa dels seus antics portadors i que en Hatty és la seva víctima actual, qui s'ha vist enfonsat en una depressió, envoltat per les moltes gemmes que el jugador ha adquirit, sense fer res per millorar l'estat del teatre ni alliberar els seus amics.
En un cert moment, els gats es cansen de la passivitat d'en Hatty i comencen a revoltar-se i generar disturbis, mentre els reptes als quals s'ha d'enfrontar el jugador creixen en dificultat. A mesura que el teatre es va deteriorant, el narrador anima i encoratja el jugador, a més que continua aportant informació sobre l'estat mental dels gats, que esdevé més inestable amb el pas del temps. El narrador també incita el jugador a entrar a "La Caixa Forta", una cambra on s'allotja en Hatty amb totes les gemmes que el jugador ha anat gastant en personatges, abans que els gats assassinin en Hatty i tota la tripulació, tornant a començar el cicle de bogeria, cercant un nou amo.
Després de completar l'últim conjunt de reptes dins de la Caixa Forta, el jugador irromp a la sala del tron d'e, Hatty. Aquest no es mou, de manera que el jugador el porta fora del teatre en ruïnes, mentre la tripulació del S.S. Amistat du a terme una fuita en massa. Tothom se les arregla per arribar a la barca enmig del caos i així escapen de l'illa i dels gats que hi resideixen. Tot celebrant-ho amb xocolata calenta, el jugador tracta d'animar en Hatty, qui el narrador explica que s'ha enfonsat en un estat catatònic per l'exposició perllongada al barret. El narrador canta una cançó trista mentre els crèdits van passant, abans de recuperar-se ràpidament i cantar una cançó optimista més feliç, movent violentament el vaixell amb el ritme i llançant Hatty al mar, qui s'enfonsa fins al fons. El barret va a parar al seu cap i comença a brillar amb un to verd en lloc del seu habitual color vermell, i dispara un raig cap al cel, direcció cap on s'envia el vaixell, cap a l'espai, on es vaporitza un os que havia aparegut durant la cançó optimista del narrador. Aquest afirma entendre el que ha passat, però no ho explica, fent que el joc torni a la pantalla del títol.

## Mecàniques de joc
A BattleBlock Theater, els jugadors controlen (cadascú) un presoner, mentre són forçats a completar reptes i jocs dissenyats per en Hatty Hattington. Els controls són simples, puix el joc només consisteix, majorment, a córrer, saltar i donar cops de puny. Els nivells estan construïts amb diversos tipus de blocs, tals com blocs que col·lapsen, parets enganxifoses, roques volcàniques que fan saltar quan un jugador les toca i punxes mortals, així com altres perills com aigua i criatures perilloses.
El mode de joc principal és el Mode Aventura, que pot jugar-se en solitari o amb un segon jugador. Durant el joc cooperatiu, els jugadors han de treballar en conjunt si volen avançar i superar tots els obstacles, el que inclou llençar-se uns als altres a través de precipicis, fer servir els seus caps com plataformes i ajudar-se a pujar per escales, tot i que també hi ha oportunitats per sabotejar i molestar el teu company. El mode Aventura està format per diversos mons, cadascun amb un conjunt de nivells. Per tal d'avançar cap al següent món, els jugadors han de recollir gemmes (com a mínim 3 de les fins a 7 que poden haver-hi al nivell), que també es poden fer servir per desbloquejar noves parts per personalitzar el seu personatge, amb un cost de 10 gemmes per part. També és possible recollir cabdells de llana (un per nivell) que es poden gastar en desbloquejar armes, al preu de 5 cabdells. Obtenir totes les gemmes del nivell, el cabdell i a més fer-ho en un temps prou baix atorgarà una qualificació de "A++", el que dona dues gemmes més.
El Mode Arena és un mode competitiu per fins a quatre jugadors, que pot ser tots contra tots o en equips de dos. Hi ha molts tipus de partides, incloent-hi:
- Ànima (Soul): Roba l'ànima enemiga i corre. Captura i retingues l'ànima enemiga per guanyar punts. Mata a qui porti una o més ànimes perquè les deixi anar i que aquestes es quedin pel nivell.
- Combat (Muckle): Pega i mata l'equip enemic per guanyar punts pel teu equip.
- Repte (Challenge): Completa un nivell el més ràpid possible, abans que els altres ho facin.
- Rei de la pista (King Of The Hill): Estigues a sobre blocs decorats amb una corona per guanyar punts pel teu equip.
- Emplena el món de color (Color The World): Pinta més blocs que l'equip enemic.
- Agafa l'or (Grab The Gold): Aconsegueix més or de la balena daurada que l'altre equip i diposita'l a la caixa forta voladora per guanyar punts pel teu equip.
- Joc de pilota (Ball Game): Aconsegueix punts encistellant una pilota a la cistella de l'enemic.
- Cavall (Horse): Munta el cavall de l'equip enemic fins al teu estable per guanyar punts pel teu equip.

A més del Mode Time Attack (contrarellotge), el joc també conté un Editor de Nivells, que permet als jugaodrs crear els seus propis nivells per qualsevol mode de joc Aquests nivells es poden agrupar en una "llista de reproducció", que consisteix en diferents nivells d'Aventura i Arena, per a continuació pujar-los als servidors de la comunitat perquè altres els descarreguin. També hi ha contingut addicional (a l'apartat de personalització) per aquells que hagin comprat Castle Crashers i Alien Hominid HD.

## Desenvolupament
Originalment, la companyia va mostrar una versió anticipada del joc (amb el nom en codi Joc #3) al Festival Internacional d'Anime de Tòquio, el 16 de març del 2009, juntament amb un tràiler compost per imatges del joc. En aquell moment es va anunciar per Xbox Live Arcade, amb altres plataformes per confirmar. El joc es va crear fent servir música generada pels usuaris de la comunitat de Newgrounds i amb la narració de Will Stamper, un contribuïdor de Newgrounds.

## Recepció i crítica
BattleBlock Theater ha rebut majorment crítiques positives, comptant amb una puntuació a Metacritic de 85. GamesRadar li va atorgar 4.5 estrelles sobre 5, destacant la varietat en els nivells i la gran quantitat de modes de joc en multijugador. Destructoid el va puntuar amb un 9 sobre 10, marcant-lo amb un metafòric "segell d'excel·lència". La Official Xbox Magazine la va qualificar amb la mateixa nota, lloant la immensitat del seu contingut i de les característiques relacionades amb la comunitat, de la mateixa manera que ho va fer Eurogamer, que ho va etiquetar com "una classe mestra en el més pur disseny de videojocs". IGN li va atorgar un 7.8, mencionant la creativitat a l'hora de dissenyar nivells, però criticant la jugabilitat en plataformes en comparació amb altres jocs com Super Meat Boy i Braid. La puntuació de Den of Geek! (EUA) va ser d'un 9.4/10, argumentant que "el joc és perfecte per practicar en la creació d'equips, però alhora pot ser una manera subtil de dir: "ja no vull que siguem amics" ".